# Noční hlídka (film)
Noční hlídka (rusky Ночной Дозор) je ruský fantasy film režiséra Timura Bekmambetova natočený na motivy stejnojmenné knihy spisovatele Sergeje Lukjaněnka. V Rusku se stal film velkým hitem, ve své době držel primát nejvýdělečnějšího filmu v ruských kinech, když překonal i film Pán prstenů: Společenstvo Prstenu.

## Děj
Kromě obyčejných lidí existují i Jiní – čarodějové, upíři, lykantropové a další bytosti. Když se projeví jejich schopnosti, musí se rozhodnout, zda si zvolí Světlo či Temnotu. Kdysi mezi Světlými a Temnými došlo k velké bitvě, která málem skončila zničením obou stran. Geser, vůdce Světlých, a Zavulon, vůdce Temných, ve snaze zabránit nejhoršímu, uzavřeli Dohodu. Byly vytvořeny Hlídky – Noční hlídka (složená ze Světlých, kteří dohlížejí na Temné) a Denní hlídka (složená z Temných, kteří dohlížejí na Světlé). Obě Hlídky udržují rovnováhu mezi silami Světla a Temnoty, loví a trestají ty, kteří poruší podmínky Dohody. Podle legendy se však jednou objeví Velký Jiný, který převaží rovnováhu ve prospěch Světla či Temnoty, podle toho, kterou stranu si zvolí.
Rusko, 1992. Když Antona Goroděckého opustí žena kvůli jinému muži, vyhledá starou ženu, údajnou čarodějnici, o které věří, že je schopná mu ženu přivést zpátky. Darja mu sdělí, že jeho žena čeká dítě s jiným, a že je třeba vyvolat potrat, neboť dítě by ji definivně připoutalo k cizímu muži. Anton souhlasí. Darja připraví nápoj obohacený Antonovou krví. Anton jej vypije. V tu chvíli na jiném místě Antonova žena někomu sděluje, že se musí rozejít. Darja začne recitovat zaříkávadlo vyvolávající potrat a Antonova žena v křeči zkolabuje a drží se za podbřišek. Těsně před dokončením zaříkávání se v místnosti objeví dvě doposud maskované postavy, třetí proskočí dveřmi a změní se na tygra. Členové Noční hlídky čarodějce zabrání dokončit zaříkávání a spoutají ji. Jsou překvapeni tím, že je Anton vidí, a odvodí si, že musí být také Jiný.
O dvanáct let později je Anton členem Noční hlídky. Na Antonovu žádost jej jeho soused Kosťa zavede za otcem, řezníkem, neboť Anton potřebuje čerstvou krev. Kosťův otec mu neochotně vyhoví, potom sdělí Kosťovi, že členové Noční hlídky pijí krev jen tehdy, když jsou na stopě upírovi, jako jsou oni dva.
Dvanáctiletý hoch Jegor slyší „volání”, psychické vábení upíra na lovu. Anton Jegora stopuje do moskevského metra, díky vypité krvi je také schopen slyšet ono „volání”. Po cestě si všimne ženy, které vlají vlasy, i když v metru žádný vítr není. Anton si domyslí, že nad ženou visí smrtící kletba. Zkouší jí zlomit pomocí své "magické baterky", ale neúspěšně. Pokračuje tedy ve sledování Jegora. Dostihne ho ve chvíli, kdy se z něj chystá „posvačit” párek upírů. Anton zbytkem energie ve své „baterce” zraní upíra-ženu a přinutí ji se skrýt. Když bojuje s upírem-mužem, dorazí zbytek týmu Noční hlídky a s jejich pomocí Anton upíra zlikviduje. Dostaví se i člen Denní hlídky, který Antonovi oznámí, že Denní hlídka si je vědoma smrti jednoho z „jejich” a že si na Antona „dají pozor”.
Zraněného Antona vyléčí osobně Geser, který poznamená, že věci by pro Antona byly jednodušší, kdyby vstupoval do Šera, stínového světa, do kterého mohou vstoupit pouze Jiní. Poté, co mu Anton podá hlášení o ženě, kterou spatřil v metru, odhalí mu legendu o prokleté panně, kolem které slábnou či dokonce umírají lidé i zvířata a kterou doprovází Vír zatracení. Je jasné, že tato panna, nyní znovuzrozená, brzy zemře, pokud Noční hlídka nenajde toho, kdo jí proklel. Geser dá Antonovi asistentku jménem Olga, která vypadá jako vycpaná sova. Anton odmítne a směje se, dokud Geser nevyhodí sovu z okna a ta obživne a odletí. Když se Anton vrátí domů, dorazí tam i sova a přemění se v ženu.
Antona navštíví Kosťa, který již ví, že Anton zabil upíra. Anton s Olgou stopují Jegora k němu domů, kde ho najdou skrývat se v Šeru před upírem-ženou, které se podařilo při incidentu v metru uprchnout. Šero málem Jegora pohltí, ale obětovaná krev od Antona jej zachrání. Při vynoření ze Šera si Anton všimne obrázku Jegora s jeho matkou. Není to nikdo jiný, než Antonova bývalá žena. Členové Noční hlídky, Tygřík a Medvěd, zůstanou s Jegorem, aby ho chránili, ale jakmile na chvíli poleví v pozornosti, Jegor jim vyklouzne a následuje „volání” upírky.
Anton a Olga dorazí na provizorní velitelství v blízkosti Světlanina bytu (to je ona prokletá žena z metra). Nad jejím bytem se zformoval obří magický vír a sousedům se začaly dít nepěkné věci. Anton mezitím zjistí, že mu před lety Darja lhala a že chlapec, kterého měla jeho žena potratit, byl jeho, nikoli jejího nového přítele. Jegor je tedy Antonův syn. Anton si ale nyní musí vybrat – buď půjde za Jegorem nebo za Světlanou. Anton jde nejprve na návštěvu ke Světlaně, zdá se, že zde hrozí větší nebezpečí. Anton se Světlanou promluví a odhalí, že kletbu na sebe uvalila sama (i když nevědomky), protože se vinila ze smrti matky. Světlana tedy musí být také Jiná. Když Světlana pochopí, vír zmizí. Anton se tedy může vydat za Jegorem.
Jegor unikne vampýrce, narazí ale na Zavulona. Na střechu v tu chvíli dorazí Anton a dojde k souboji. Zavulon je vůdcem Temných, není pro něj tedy problém zmanipulovat situaci tak, že uhne bodnutí směřovanému na něj a to tak, že by s jistotou zasáhlo za ním právě probíhajícího Jegora, takže se zdá, že Anton se pokoušel zabít svého syna. Zavulon zmrazí daný okamžik, takže Jegora zachrání. Jeho asistent potom přečte Jegorovi Antonovu složku. Když Jegor zjistí, že Anton se jej pokoušel zabít, ještě než se narodil, a že z něj bude Velký Jiný, dobrovolně se přidá na stranu Temnoty.

## Obsazení
| Konstantin Chabenskij | Anton Goroděckij                   |
| Vladimír Meňšov       | Geser, čaroděj, šéf Noční hlídky   |
| Marija Porošina       | Světlana                           |
| Galina Ťjunina        | Olga, čarodějka                    |
| Viktor Veržbickij     | Zavulon, čaroděj, šéf Denní hlídky |
| Jurij Kucenko         | Ignat                              |
| Alexej Čadov          | Kosťa, upír                        |
| Valerij Zolotuchin    | Kosťův otec, upír                  |
| Dmitrij Martynov      | Jegor                              |
| Marija Mironova       | Jegorova matka Irina               |
| Alexej Maklakov       | Semjon                             |
| Rimma Markova         | Darja, čarodějnice                 |
| Ilja Lagutěnko        | Andrej, upír                       |
| Žanna Friske          | Alisa                              |
| Nikolaj Oljalin       | inkvizitor                         |

## Přijetí
Noční hlídka má na ČSFD hodnocení 64% (2022) a v mezinárodní filmové databázi IMDb 6,4/10 (2022).
Leslie Felperin z Variety poukázala na narážky filmu na různé klasické sci-fi a horrory a ocenila zasazení filmu do Moskvy, výstřední postavy a bohaté speciální efekty.
Stephen Holden z amerického deníku The New York Times napsal, že snímek je „vypravěčsky zamotaný a napěchovaný více upíry, měňavci a čaroději než dokáže jeden film pojmout, ale ve svých ďábělských hrách propuká v chorobnou masožravou radost.”
Režiséři Quentin Tarantino a Danny Boyle film velmi chválili.
V roce 2010 časopis Empire publikoval seznam stovky nejlepších filmů v historii kinematografie – Noční hlídka se umístila na stém místě.